# The Academy Is...
The Academy Is... es una banda de rock proveniente de Chicago, Illinois y Hoffman Estates, un suburbio de Chicago. Formada en 2003 por el vocalista William Beckett, el guitarrista Mike Carden y el bajista Adam T. Siska.
Antes de la disolución, hicieron contrato con el sello discográfico Decaydance después con la Discográfica Fueled by Ramen.La banda lanzó tres álbumes de estudio: Almost Here, Santi, y Fast Times at Barrington High, y cuatro EP. Fueron muy bien recibidos por la discográfica Fueled By Ramen según la propia discográfica los considera "los mejores artistas que han contratado". La banda ha vendido más de 1,7 millones de álbumes.
The Academy Is... alcanzó un éxito indie con su disco "Almost Here" el cual tuvo buenas críticas pese a sus ventas, pero tuvieron buena repercusión en el entorno indie. El éxito mainstream llegó con su aclamado disco Santi con este disco bajo el brazo, la banda disfrutó de su mejor momento musical y comercial llegando a vender 330.000 copias en su primera semana. Con Fast Times at Barrington High este disco posee un sonido más pop que al de sus antecesores (algo que no le gusto mucho a los fanes del grupo) el disco tuvo buen éxito y se mantuvo en los círculos mainstream. La banda anunció su disolución el 8 de octubre de 2011.

## Historia

### Inicios
La banda nació en el año 2003 a partir de la unión de Beckett y Carden el año anterior, ambos pertenecientes a bandas rivales de la escena musical de Chicago. Durante esta época inicial, la banda estaba formada por, además de Beckett y Carden, Adam Siska, Mike Del Príncipe y AJ LaTrace, y se denominó The Academy. Posteriormente, en 2004, añadieron el “Is…” debido a problemas legales de copyright con otras bandas establecidas con el mismo nombre.
William Beckett (cantante) y Adam T. Siska (bajo) los planes para iniciar una banda juntos llegaron a buen término el 4 de marzo de 2003 la contratación de Mike Carden (guitarra), después de su antigua banda, Jodie, que tenían miembros de registros de Victoria actúan junio, se rompió hasta luego, eventualmente añadiendo AJ LaTrace como guitarrista principal y Michael DelPrincipe (Little Mike) como baterista. Grabaron su primer EP homónimo, The Academy (2004), por el sello discográfica que sede en Chicago LLR Grabaciones. LLR Grabaciones había publicado anteriormente proyecto en solitario de Beckett Recuerde álbum debut de Maine El último sitio donde mires en el 2002 y el álbum popular solitario de Mike Carden en 2003. El EP fue grabado en Villa Park, Illinois en la Galería de la alfombra por el productor Brian Zieske. Pete Wentz de Fall Out Boy lo escuchó y se quedó impresionado. La etiqueta Fueled by Ramen firmó inmediatamente la banda.

### The Academy EP (2004)
Grabaron su primer álbum “The Academy Ep” en el año 2004 bajo el sello discográfico LLRecordings, responsable de la publicación del álbum en solitario de William Beckett con su anterior proyecto Remember Maine. Este EP no supuso un gran éxito para el grupo, pero Pete Wentz, de la formación Fall Out Boy, lo escuchó y convenció a su discográfica para fichar a The Academy Is…
Ese mismo año el grupo empezó a grabar para el que sería su nuevo álbum debut bajo el sello discográfico Fueled by Ramen. Durante ese periodo se produjeron algunos cambios de personal, introduciendo a Tom Conrad como nuevo guitarrista junto a Carden y, poco tiempo después, sustituyendo a DelPrincipe por el nuevo batería Andrew Mrotek, apodado The Butcher. El EP fue grabado en Villa Park, IL en la Galería de la alfombra por el productor Brian Zieske. Pete Wentz de Fall Out Boy lo escuchó y se quedó impresionado. La etiqueta Fueled by Ramen firmó inmediatamente la banda.

### Almost Here(2005) "El éxito Indie"
Así, The Academy Is… publicó “Almost Here” en 2005, álbum que supuso su consolidación como banda. De este disco se extrajeron los sencillos “Slow Down”, vídeo rodado en casa del que sería su nuevo productor, Butch Walker; “Checkmarks” y el exitoso “The Phrase that Pays” y "Slow Down", del vídeo de "The Phrase that Pays" contaron con la colaboración de la actriz Brittany Snow. Aunque nunca fue oficialmente distribuido, la banda también grabó un vídeo para el tema “Classifieds”. Según su director, a la banda no le gustó demasiado el resultado final y decidieron no sacarlo como sencillo. Otra de las canciones significativas de este álbum fue "Almost Here" (título que da el nombre al disco) que ha sido muy popular en los medios (especialmente en los videojuegos).

### From The Carpet EP (2006)
En el año 2006 grabaron otro EP con canciones de “Almost Here” en versión acústica y un cover de John Lennon, álbum que se tituló “From the (Red) Carpet”, debido a los estudios en que fue grabado. Este EP fue distribuido únicamente por iTunes, aunque también puede adquirirse a través de la página de Fueled by Ramen. En este mismo año, la banda ya tenía preparada los temas para el nuevo álbum, pero en el mes de octubre el guitarrista Tom Conrad abandonó el grupo. No son seguros los motivos por los cuales dejó la banda; de hecho, no está claro si se fue o le echaron.
Después de la marcha de Conrad, el puesto vacante de guitarrista fue rápidamente ocupado por el australiano Michael Guy Chislett, al que conocieron durante el rodaje de “Slow Down” en casa de Walker, que era a su vez compañero de banda de Chislett. Si prestamos atención, podemos ver a éste en un par de escenas del vídeo.

### El éxito Mainstream conSanti(2007)
Aunque la música del nuevo disco ya estaba escrita, la banda grabó “Santi” con su nuevo integrante, álbum que fue producido por Butch Walker. El álbum salió a la venta el 3 de abril de 2007 y supuso el disco más exitoso hasta el momento. De este álbum se extrajeron los sencillos “We’ve Got a Big Mess on Our Hands”, “Everything We Had” y “Neighbors”. Durante el Warped Tour de ese año también se grabaron vídeos para el tema “Same Blood” y el b-side “40 Steps”.
Con “Santi” bajo el brazo, la banda disfrutó de su mejor momento musical: por primera vez fueron cabeza de cartel en la gira Sleeping with Giants Tour, asistieron a diversos festivales y programas de música como “The Sauce” en el canal Fuse, “Dean’s List” en el canal MtvU… tocaron en directo en el programa de Jimmy Kimmel, etc. Ese mismo año ganaron un premio MtvU! en la categoría de Viral Woodie, para el que ya habían sido nominados con el álbum anterior.

### Fast Times at Barrington High(2008)
El 19 de agosto de 2008, después del Warped Tour, salió a la venta el nuevo álbum “Fast Times at Barrington High”, en el cual llevaban trabajando desde principios de año. El título está inspirado en una película y hace referencia al instituto donde estudiaron William y Adam; por ello, todas las canciones hablan de historias de amor adolescente, basadas en sus propias vidas, y los años de juventud. 
En este disco podemos encontrar un sonido más pop; William Beckett afirma que el álbum es una ”celebración de la juventud” y es una mezcla entre el sonido de “Almost Here” con la madurez musical y personal de “Santi”. El primer sencillo extraído de este álbum fue “About a Girl”, aunque el primer vídeo que presentaron fue para el tema “Summer Hair=Forever Young”.
La promoción para este álbum ha sido notable: durante el Vans Warped Tour se presentaron ambos temas, mucho antes de la salida del disco; el propio William Beckett dejó las letras en su blog, y el resto de temas del álbum se fueron filtrando a través del portal absolutepunk.net. Comprando el disco en iTunes, podían conseguirse las 4 bonus tracks: “Every burden has a version”, “Sodium” y las versiones en acústico para los temas “About a girl” y “His girl friday”.
Para este álbum han contado con colaboraciones de miembros de distintas bandas en algunas canciones: Gabe Saporta (Cobra Starship) & Mason Musso (Metro Station) prestaron su voz en “Crowded Room”, el piano en “After the last midtown show” es de Andrew McMahon (Jack’s Mannequin); y en “His girl friday” & “Summer Hair=Forever Young” lo toca Blake Healy (Metro Station); también Ryland Blackinton & Alex Suárez (ambos de Cobra Starship), cantaron los coros en “About a girl” y “His girl friday”, respectivamente.
Después de sacar el disco a la venta, The Academy Is… comenzó un tour australiano junto con las bandas Panic at the disco & Cobra Starship. Al finalizar ésta, The Academy Is… inició una gira por los Estados Unidos, conocida como “Bill&Trav’s Bogus Journey Tour”, junto con los grupos We the Kings, Carolina Liar y Hey Monday como teloneros.

### Lost in Pacific Time (2009-2011)
En el Twitter de William Beckett, dijo que The Academy Is... terminó de grabar su nuevo EP, "Lost in Pacific Time". Será publicado el 22 de septiembre de 2009 en iTunes, y vendidos en el AP Fall Ball Tour. Una cantidad limitada se venderá también en su webstore. La canción "I'm Yours Tonight" ya ha sido publicado, y está en el MySpace de la banda. Otro tema, "Days Like Masquerades" fue grabado en beneficio de anti-suicidio en Barrington High School, en Chicago, Illinois. William Beckett, también ha publicado letras en su blog.

### Salida de Andy Mrotek y Michael Guy Chislett, cuarto álbum de estudio. Separación (2011)
El 24 de mayo de 2011, The Academy Is... hizo un anuncio en su sitio oficial, Comentando que Andy Mrotek y Michael Guy Chislett dejaban la banda para seguir con sus carreras musicales. William Beckett declaró también que los 3 miembros restantes entrarían en el estudio antes de grabar su cuarto álbum de larga duración. Dos días después, William Beckett twiteó que estaban en el estudio grabando el álbum.
El 8 de octubre de 2011 en su página oficial de Facebook, informó la separación del grupo.

### Reunión y décimo aniversario de Almost Here (2015)
El 12 de septiembre de 2015, The Academy Is ... se reunió para tocar su álbum debut, Almost Here, canción por canción en el Riot Fest de Chicago, un festival anual de música al aire libre. El exguitarrista principal Michael Guy era el único miembro original que no se unió a la reunión. Ian Crawford, conocido por sus papeles en The Cab, Panic! at the Disco y Never Shout Never ha complementado a Chislett. En diciembre de 2015, la banda se embarcó en una gira de dieciséis fechas en los Estados Unidos, en la que tocaron Almost Here de principio a fin y cinco canciones adicionales de su catálogo. La banda tuvo su último concierto en el Observatorio Norte Park en San Diego, California, el 30 de diciembre de 2015. En marzo de 2016, no hay ningún anuncio todavía no se ha hecho con respecto a cualquier futuros viajes de concierto o a la nueva música, ni se ha anunciado ninguna ruptura formal.

## Influencias y Popularidad
Sus influencias más notorias son bandas como U2, Weezer, Pink Floyd, The Get Up Kids y The Smashing Pumpkins.
The Academy Is... Pese a ser una banda que es parte de la escena musical independiente llegó a ser conocida, especialmente dentro del pop punk pese a no caracterizarse por ser muy mainstream llegó a tener éxitos como "Slow Down", "Everything We Had", "About A Girl", entre otros.

## Miembros
- William Beckett - voces (2003–2011)
- Mike Carden - guitarra rítmica y coros (2003–2011)
- Adam T. Siska - bajo y coros (2003–2011)

### Exmiembros
- Thomas Conrad – guitarra líder y coros (2005–2006)
- AJ LaTrace – guitarra líder y coros (2003–2005)
- Michael DelPrincipe – batería y percusión (2003–2005)
- Andy "The Butcher" Mrotek – batería, percusión y coros (2005–2011)
- Michael Guy Chislett – guitarra solista, coros y teclados (2006–2011)

## Discografía

### Álbum
- Almost Here (2005)
- Santi (2007)
- Fast Times at Barrington High (2008)

Referencia de discografía

### EP
- The Academy (2004)
- From The Carpet (2006)
- Warped Tour Bootleg Series (2006)
- Lost In Pacific Time: The AP/EP (2009)